# Volk en Vaderland
Volk en Vaderland (vaak afgekort tot VoVa) was van 1933 tot 1945 het weekblad van de Nationaal-Socialistische Beweging in Nederland (NSB). Het verscheen in het formaat van een krant en het was propagandistisch van inhoud. 

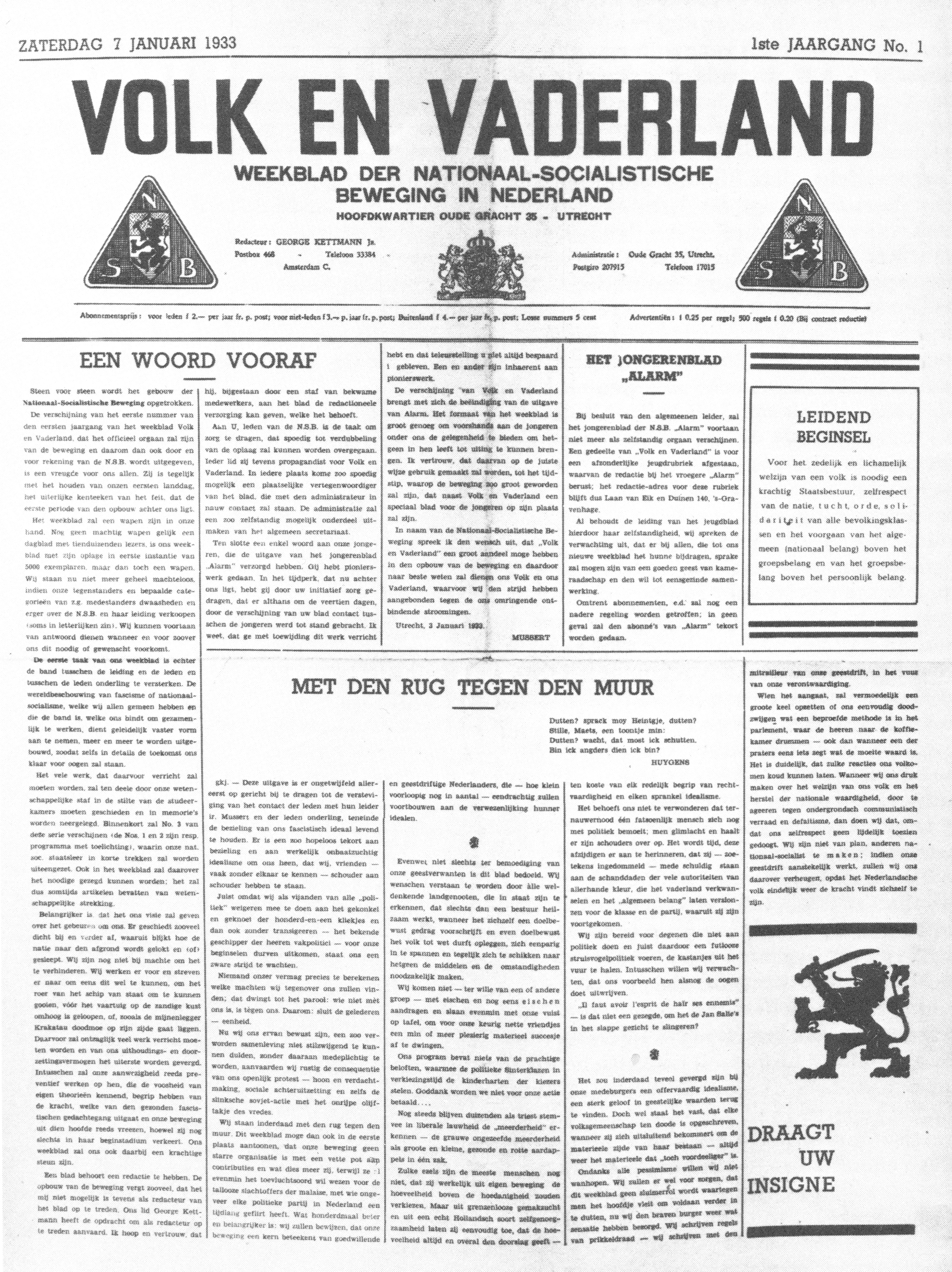
Het eerste nummer van Volk en Vaderland, 7 januari 1933

Volk en Vaderland werd sinds 7 januari 1933 uitgegeven door Nenasu, de nationaalsocialistische uitgeverij die eigendom was van Anton Mussert, de leider van de NSB. Het weekblad fungeerde daarmee ook als zijn bron van inkomsten. Vanaf het begin af aan vertoonde Volk en Vaderland antisemitische trekjes. Zo werd al in de tweede maand van haar bestaan (februari 1933) voor het eerst de term 'de internationale Jood' in negatieve zin gebruikt. Mussert schreef, zeker in de begintijd, de hoofdartikelen eigenhandig.
Het aantal abonnees groeide gestaag. Toen het weekblad een half jaar oud was (juli 1933) waren er 6000 abonnees, begin 1934 was dit aantal gegroeid naar 14.000 en aan het begin van 1935 waren er al 23.000 abonnees. De verspreiding vond in de losse verkoop plaats via colportage, hetgeen vooral in de grote steden van het land vaak tot relletjes met politieke tegenstanders leidde. Dit zorgde voor de publiciteit die de NSB hard nodig had.
Op 6 december 1935 reageerde in het katholieke dagblad De Tijd de katholieke schrijver en toonaangevende intellectueel Anton van Duinkerken met zijn beroemd geworden Ballade van den katholiek op een ad hominem aanval van Mussert die in Volk en Vaderland Van Duinkerkens katholiciteit in twijfel getrokken had. 
Vanwege zijn radicale koers wekte Volk en Vaderland geregeld weerstand op. Op 30 oktober 1935 werden zelfs, na gerechtelijke uitspraak, de persen verzegeld: de reden was een beledigende artikelenserie. Op grond van de 27 april 1940 uitgevaardigde Persverordening werd de oplage van 26 april 1940 in beslag genomen. Enkele uren na de Duitse inval op 10 mei 1940 kreeg Volk en Vaderland een verschijningsverbod opgelegd. Op 24 mei verscheen het weekblad weer.
Het weekblad kende in zijn twaalfjarig bestaan een gedurige wisseling van de wacht bij de redactie. De bekendste (en invloedrijkste) onder hen waren George Kettmann (tot 1942) en Leonardus Lindeman (vanaf 1942 tot het einde in 1945). Een belangrijke stem hadden ook redacteur mr. Hermannus Reydon en redacteurillustrator Maarten Meuldijk.
Eind 1940 bedroeg de totale wekelijkse oplage 40.000 exemplaren, waarvan 10.000 abonnees. De oplage steeg tot 70.000 exemplaren in de jaren 1941-1942 en in 1943 was de oplage zelfs gestegen tot 200.000 exemplaren. Na Dolle Dinsdag (5 september 1944) daalde de wekelijkse oplage van Volk en Vaderland van 200.000 naar 15.000 exemplaren. Tegen het einde van de Tweede Wereldoorlog verloor Volk en Vaderland zijn invloed. Tekenend voor de sfeer in deze chaotische dagen was de arrestatie van hoofdredacteur Lindeman eind februari 1945. De SD arresteerde hem omdat Volk en Vaderland erover had geklaagd dat Duitse soldaten Nederlanders beroofden van hun voedsel.
Na de Tweede Wereldoorlog werd Lindeman door de Commissie voor de Perszuivering voor een periode van 20 jaar ontzet uit het persvak. De rechter veroordeelde hem tot een gevangenisstraf van 9 jaar. Maarten Meuldijk kreeg 8 jaar. George Kettmann kreeg zelfs drie veroordelingen: de rechter veroordeelde hem tot 10 jaar gevangenisstraf, de Eereraad voor de Letterkunde bepaalde dat van hem tien jaar lang niets ge- of herdrukt mocht worden en tot slot veroordeelde de Commissie voor de Perszuivering hem tot achttien jaar uitsluiting van journalistieke werkzaamheden in het perswezen.
De naam Volk en Vaderland werd voor 75 jaar verboden verklaard: pas in 2023 mag zij weer in gebruik worden genomen als naam van een persorgaan.

## Volk en Vaderland 31 mei 1940

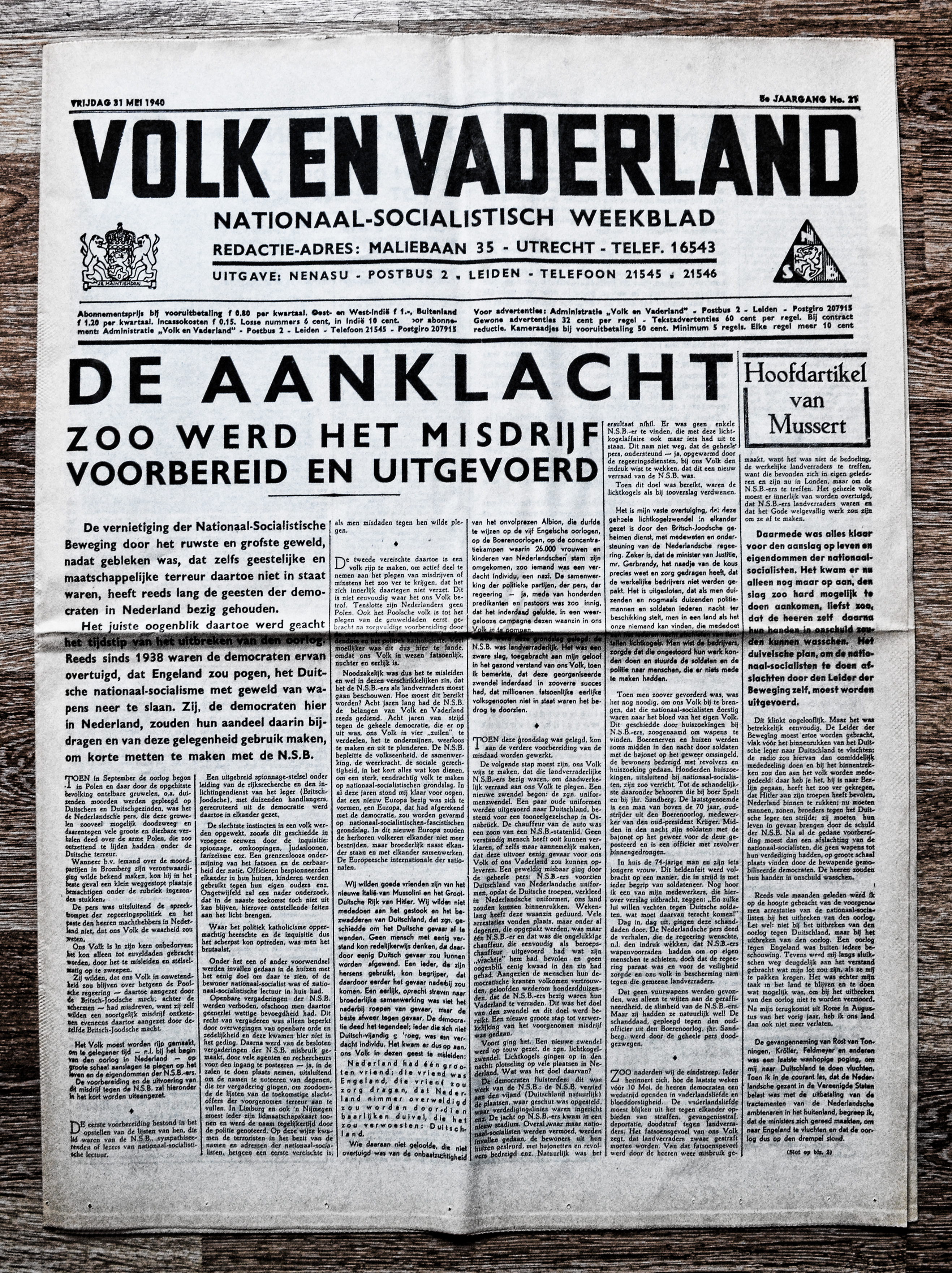
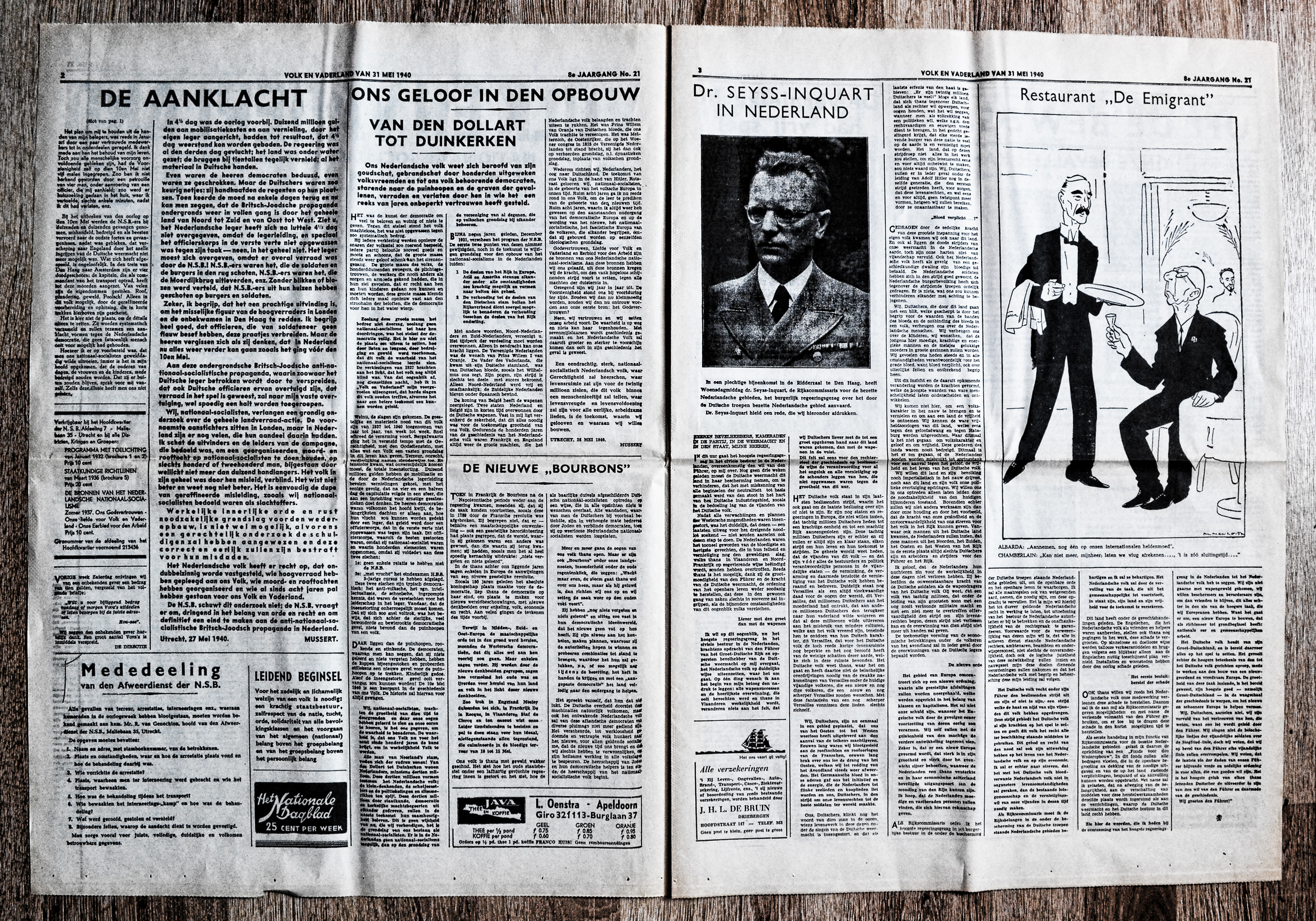
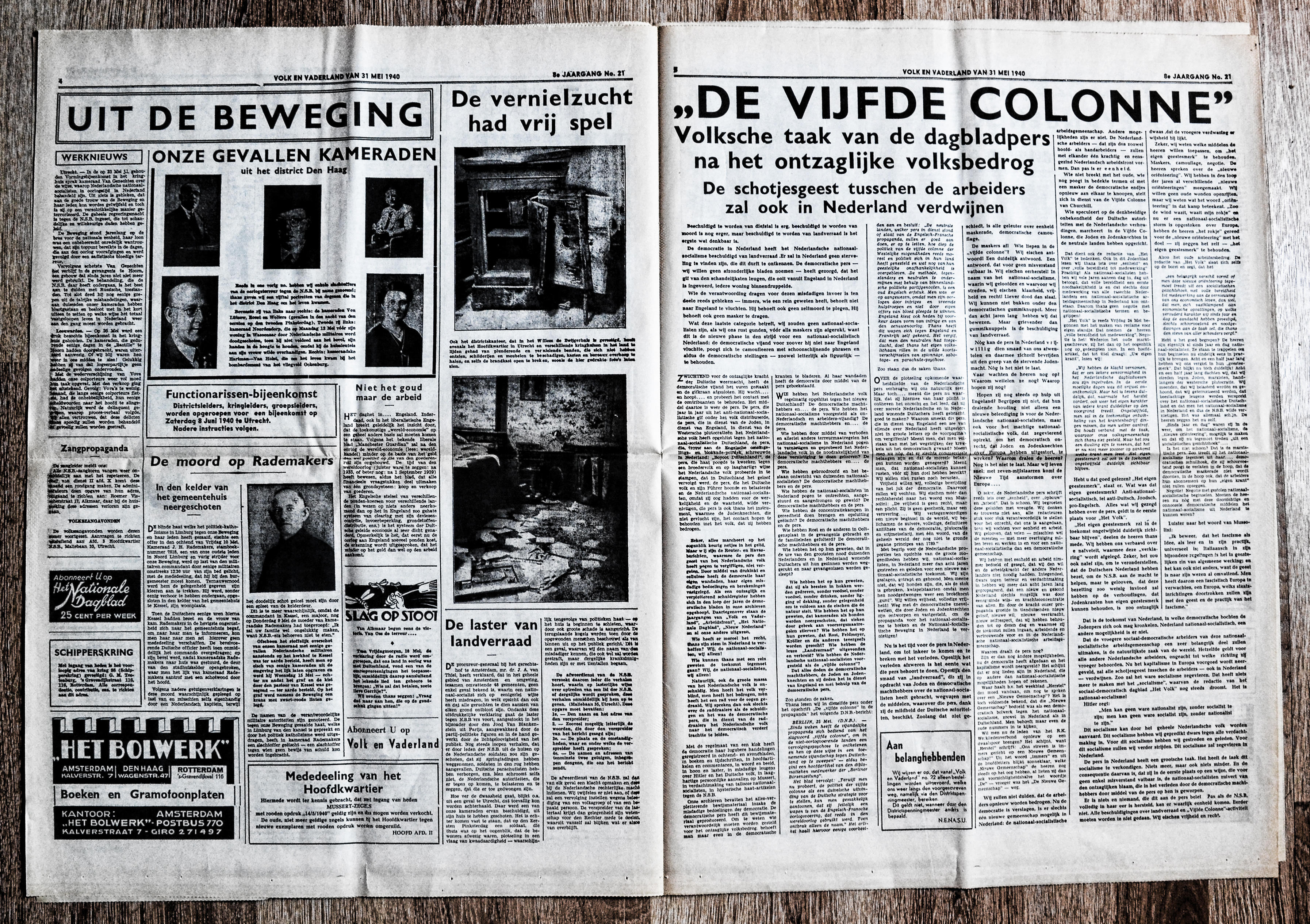
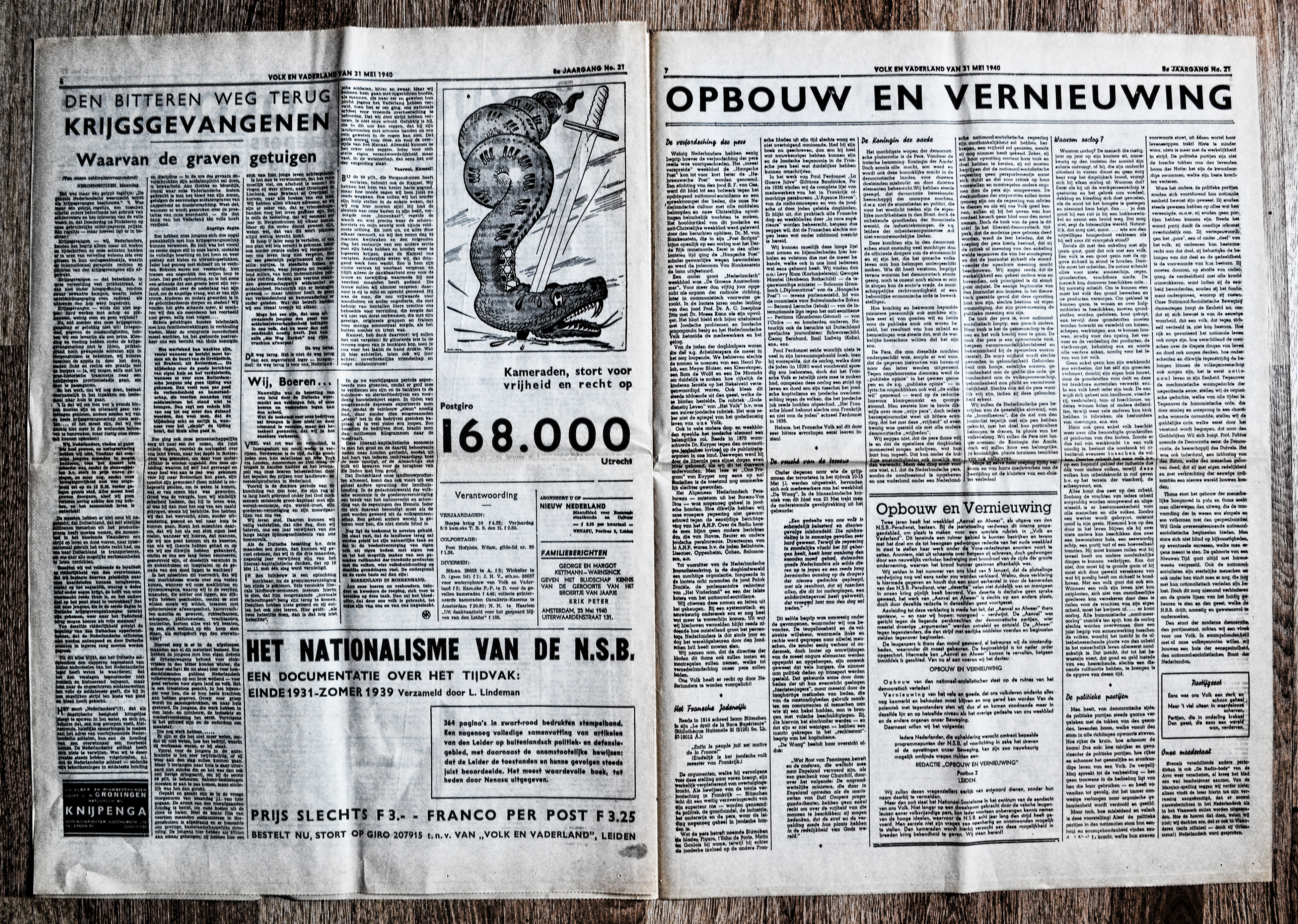
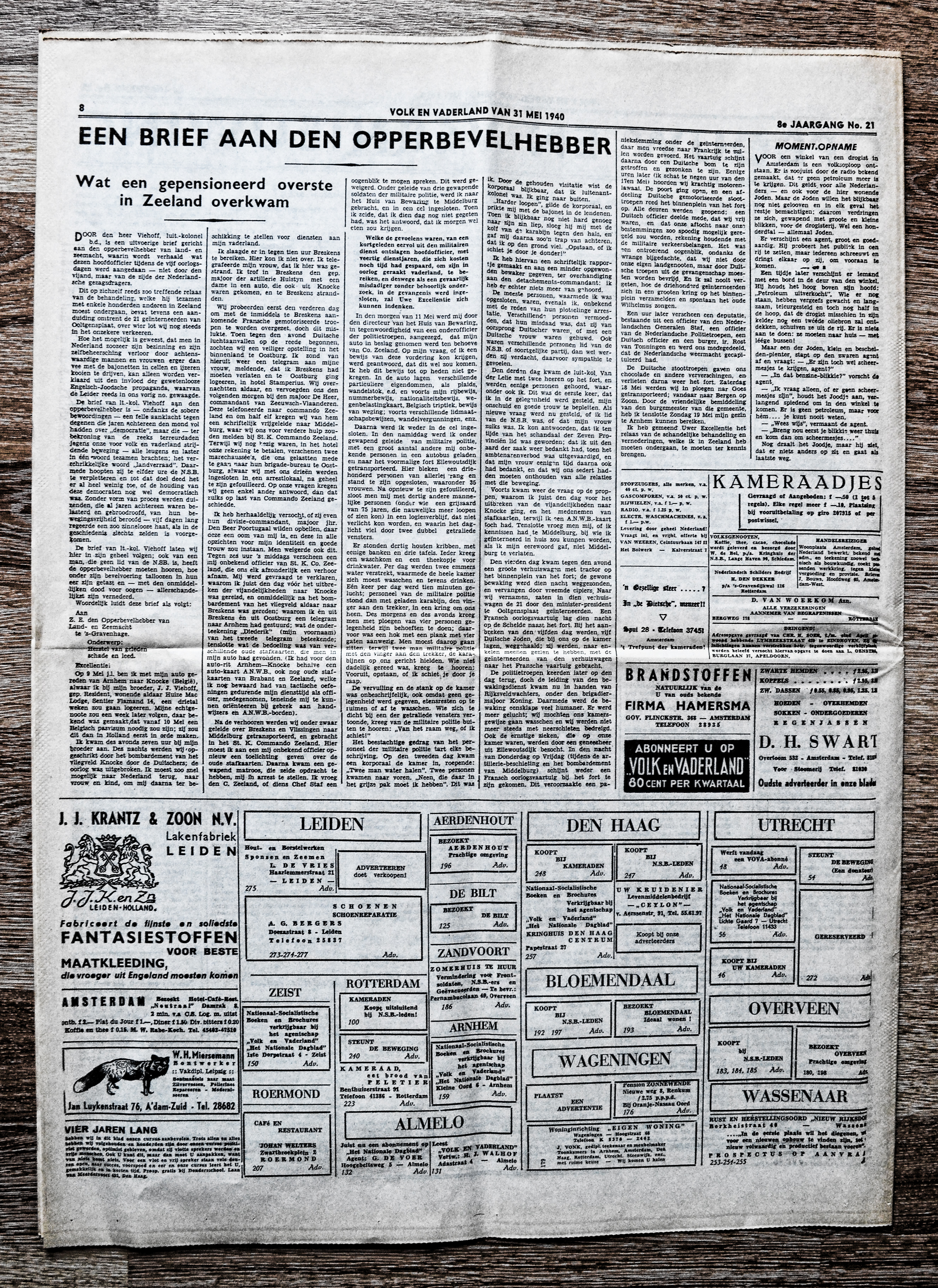